# Deutsches Landwirtschaftsmuseum (Hohenheim)

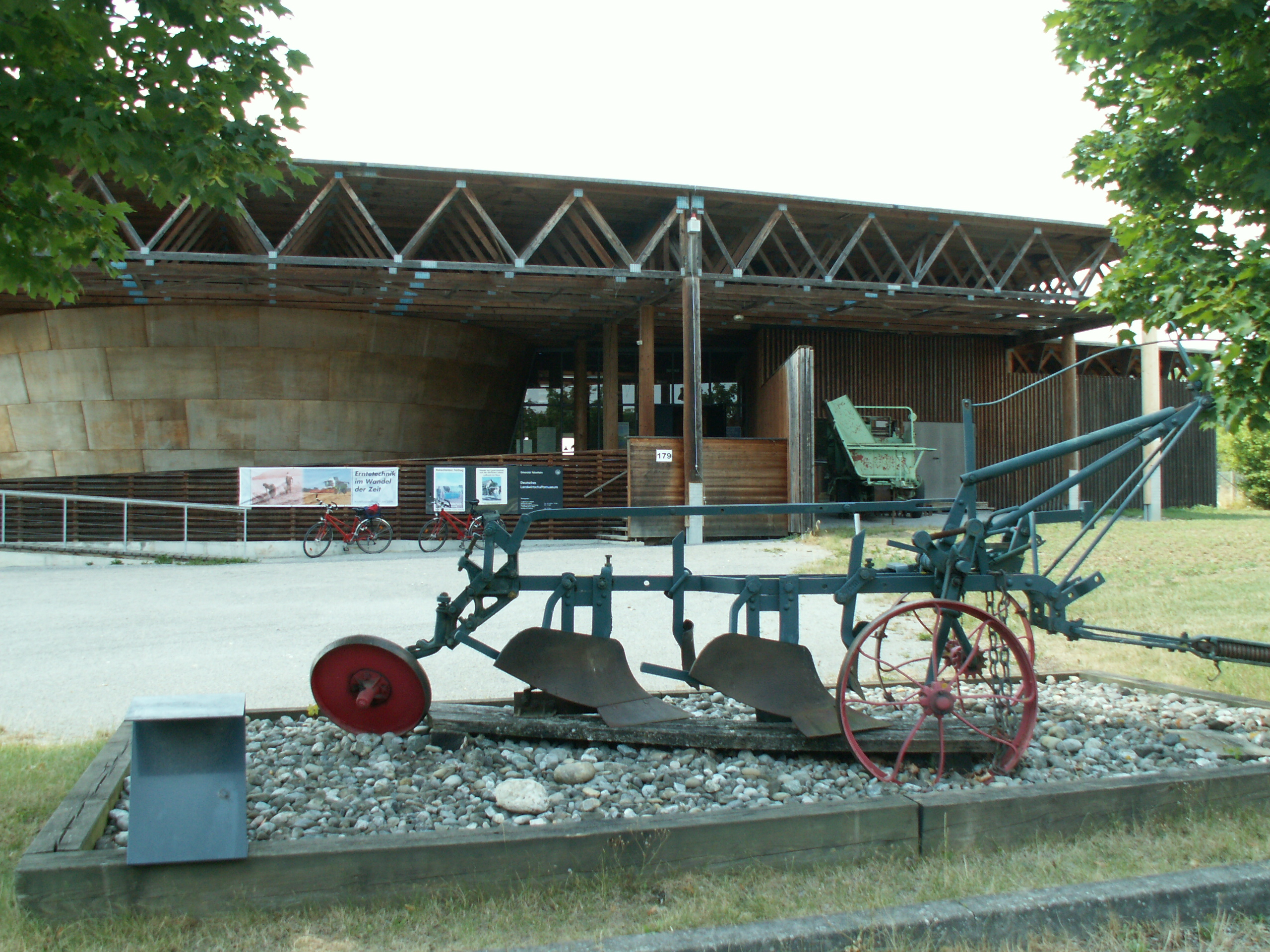
Außenstelle in der Filderhauptstraße des Deutschen Landwirtschaftsmuseum

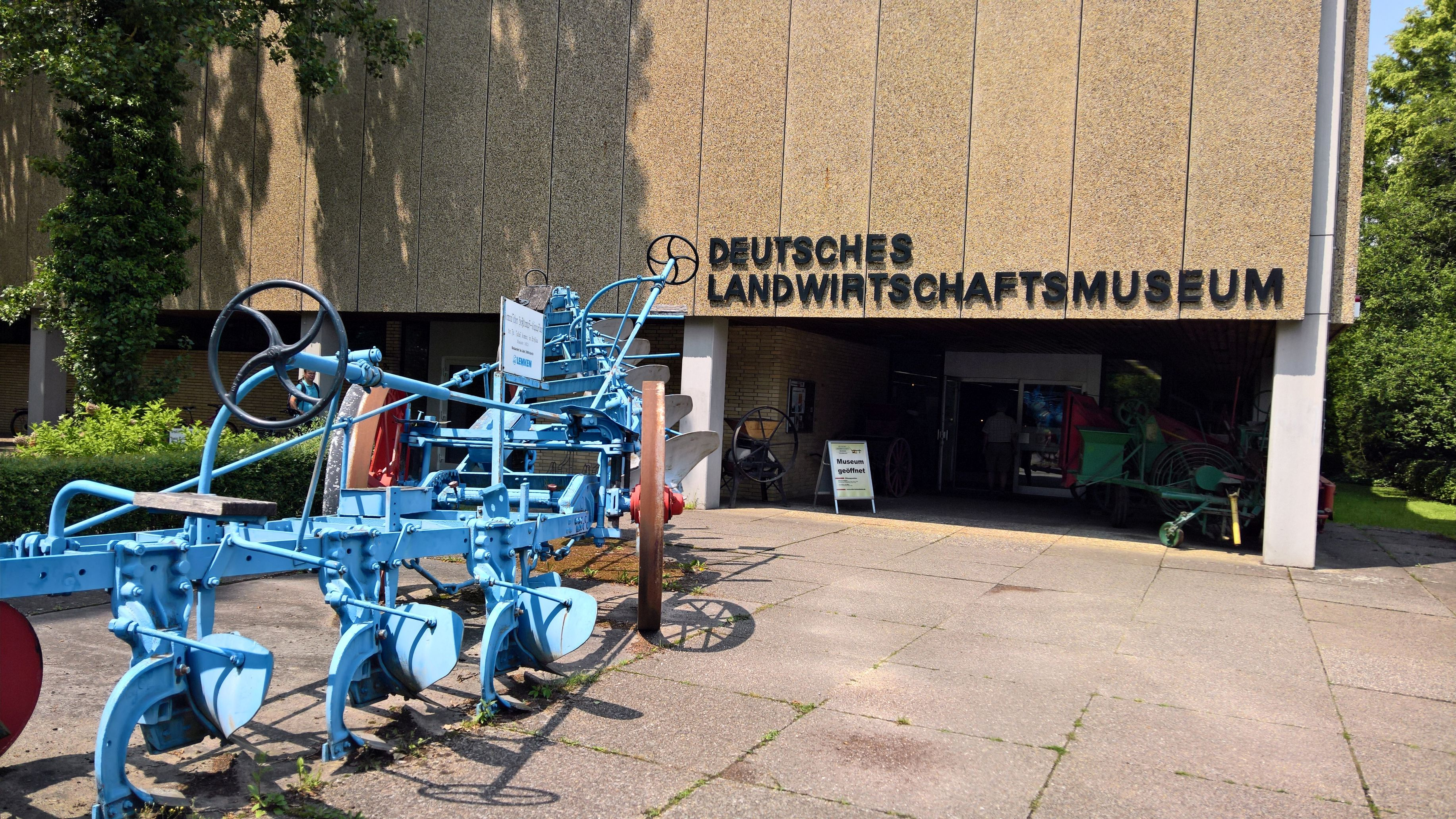
Deutsches Landwirtschaftsmuseum direkt auf den Campus

Das Deutsche Landwirtschaftsmuseum (DLM) in Stuttgart-Hohenheim gilt als eine der umfangreichsten Sammlungen landwirtschaftlicher Geräte und Maschinen im deutschsprachigen Raum. Auf insgesamt 5.700 Quadratmetern überdachter Ausstellungsfläche dokumentiert das DLM den technischen Wandel in der Landwirtschaft vom einfachen Handgerät bis zum modernen Selbstfahrer. Das Museumskonzept stellt die Entwicklungen in der Produktionsgeschichte dar und dokumentiert den ständigen Wandel in der Agrargeschichte sowie deren Ursachen und Zusammenhänge.
Kern des DLM ist die ehemalige Modell- und Gerätesammlung, die seit Gründung der Hohenheimer Ackergerätefabrik 1819 kontinuierlich aufgebaut wurde. Die Idee eines Landwirtschaftsmuseums entstand anlässlich des Weltwettpflügens 1958, bei dem die Hohenheimer Pflugsammlung nach Jahrzehnten erstmals wieder öffentlich vorgestellt wurde.
Mit dem Bau des Instituts für Agrartechnik 1965 wurde der universitätseigenen Agrarsammlung ein permanenter Ausstellungsraum zur Verfügung gestellt. Offiziell eröffnet wurde das DLM Hohenheim am 23. September 1977. Vor allem in der Zeit nach 1988 wurde die Sammlung in großem Umfang erweitert. Drei weitere Ausstellungshallen kamen von 1994 bis 2004 am neu geschaffenen Standort Filderhauptstraße hinzu. Beide Museumsteile befinden sich auf dem Campusgelände der Universität Hohenheim. Die Universität ist zugleich Träger des DLM. Als Partnereinrichtung dokumentiert das Deutsche Landwirtschaftsmuseum im Schloss Blankenhain/Sachsen die Agrargeschichte der DDR.
Im Rahmen der Vermittlungsarbeit führt das Museum thematische Führungen durch die Sammlung historischer Zugmaschinen, zum Handwerk der Getreideernte und zur landwirtschaftlichen Geschichte der Kartoffel durch.

## Sammlungen

### Modellsammlung

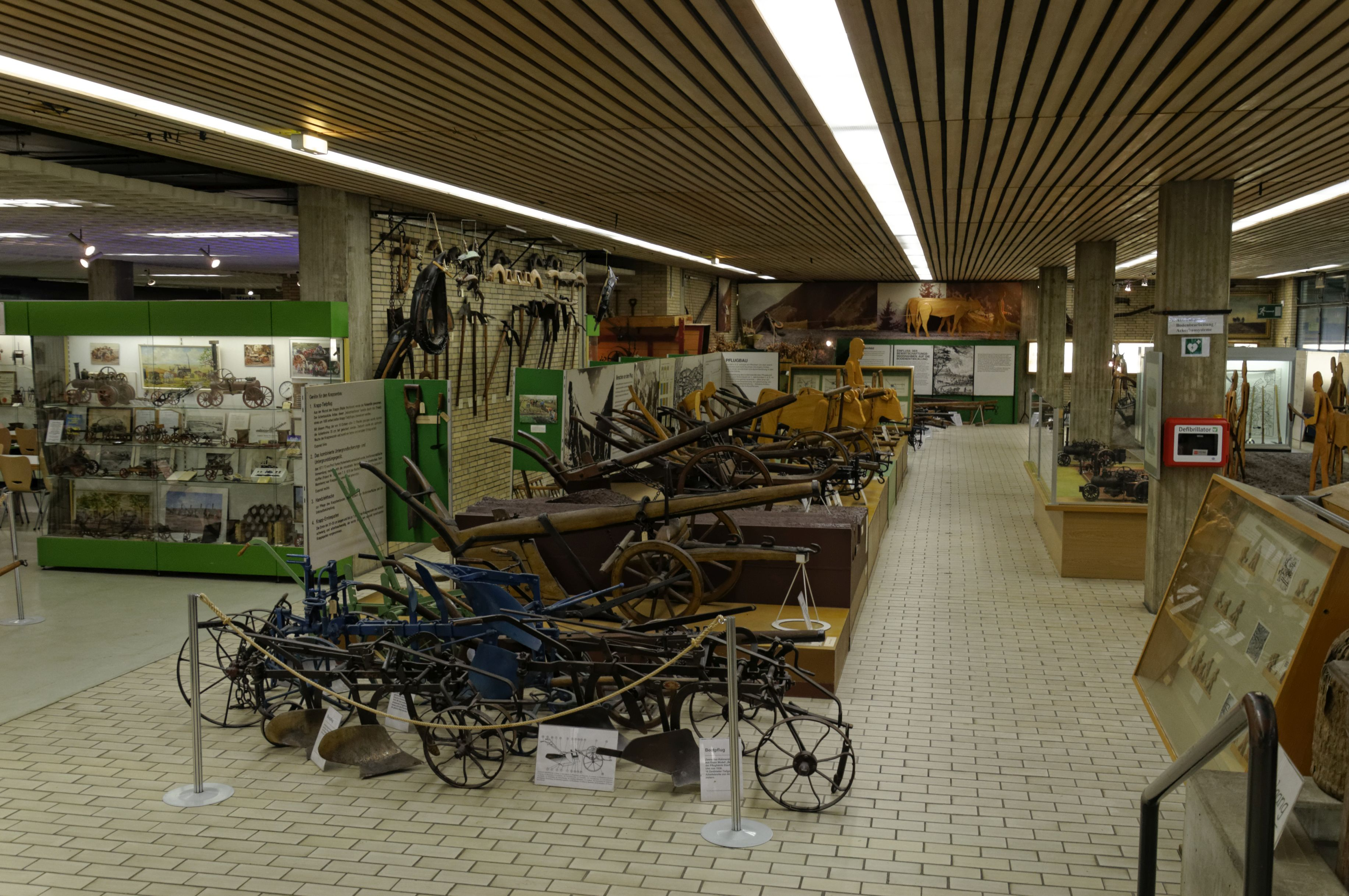
Die Modellausstellung und die Pflugsammlung

In enger Zusammenarbeit mit dem landwirtschaftlichen Institut war die Hohenheimer Ackergerätefabrik Mitte des 19. Jahrhunderts maßgebend in der Entwicklung von landwirtschaftlichem Gerät. Neben vielen verbesserten Gerätschaften zur Bodenbearbeitung schuf die damalige Manufaktur eine Vielzahl an akribisch gefertigten Modellen landwirtschaftlicher Maschinen und Geräte. Die detailgetreuen Objekte dienten Generationen von Bauern und Handwerkern als Vorlage zum Nachbau der landtechnischen Errungenschaften von einst. Gleichzeitig nutzten die Hohenheimer Lehrkräfte die Modelle als Anschauungs- und Lehrmaterial für ihren Unterricht. Als Beitrag des Königreichs Württembergs wurde die Bedeutung der Modelle auf den Weltausstellungen in Paris und London mit hohen Auszeichnungen gewürdigt. Viele der rund 1.000 Miniaturen sind noch heute funktionsfähig und zeugen vom stetigen Bemühen um eine Verbesserung der Arbeitsbedingungen auf dem Land.

### Pflugsammlung
Im Laufe ihrer fast 90-jährigen Geschichte war die Hohenheimer Ackergerätefabrik maßgeblich an der Entwicklung und Verbreitung fortschrittlicher Pflüge beteiligt. Korrespondierend dazu wurden im Laufe des 19. Jahrhunderts zahlreiche Pflüge (als Modell oder auch in Originalgröße) aus vielen Regionen Europas angeschafft. Viele dieser Geräte sind erhalten geblieben und bilden den Grundstock für eine der größten Pflugsammlung Europas.

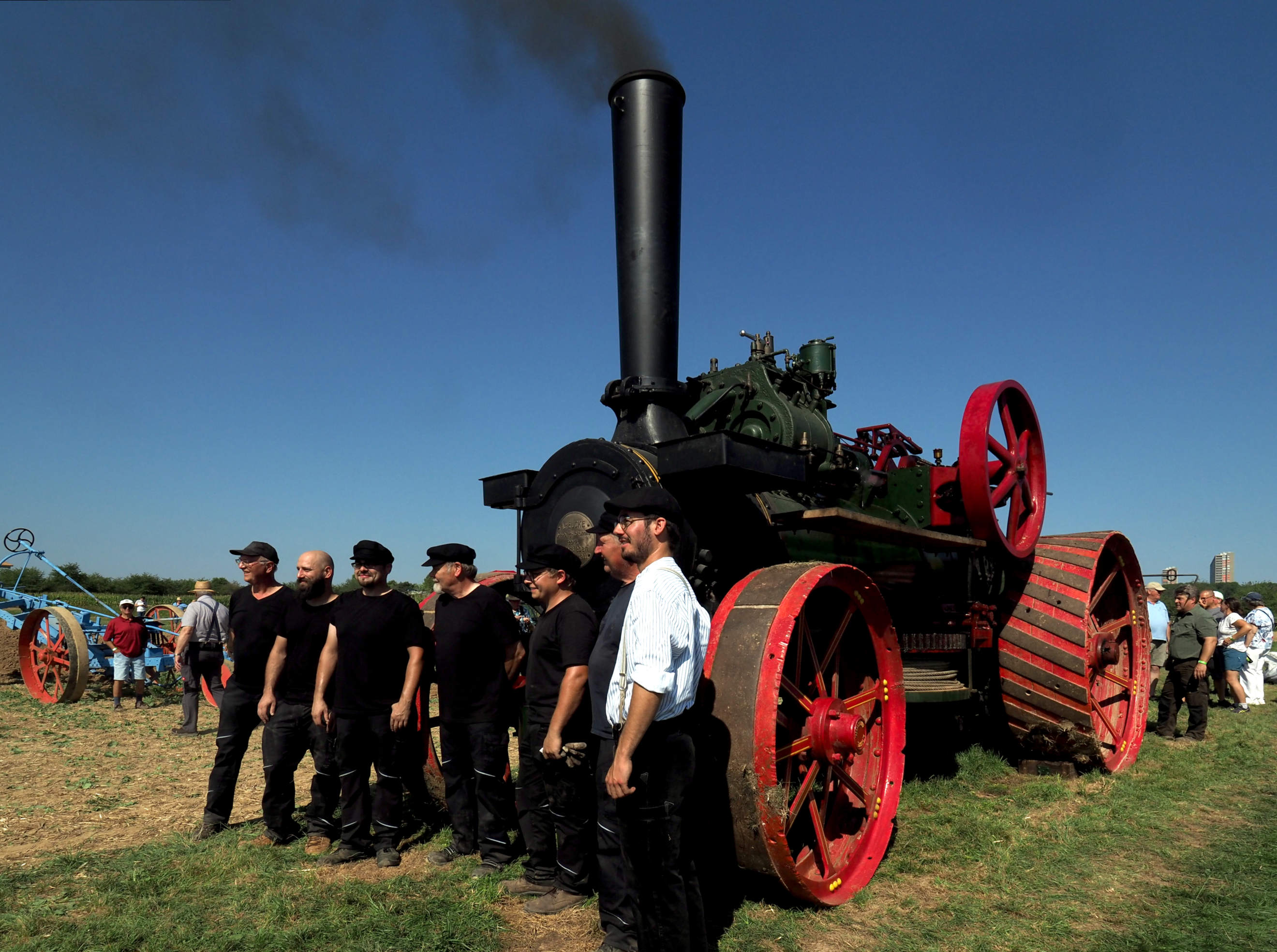
Dampfpflug mit Mannschaft beim Tag des offenen Denkmals 2023

### Dampfpflug
Vor dem Eingang im Museumsteil Garbenstraße befindet sich ein 5 Tonnen schwerer Kipppflug des Breslauer Herstellers Kemna (Bj. 1921). Die dazugehörigen Heucke-Dampflokomobile (Bj. 1911) sind im Museumsteil Filderhauptstraße 179 ausgestellt: Von der Regensburger Dampfpflug Gesellschaft bis 1965 betrieben, stehen die je zwanzig Tonnen schweren Maschinen nach sorgfältiger Restauration einsatzbereit im Zentrum der Traktorenhalle. Bei besonderen Anlässen wird das Dampfpflug-Gespann in Betrieb genomen.

### Traktorensammlung

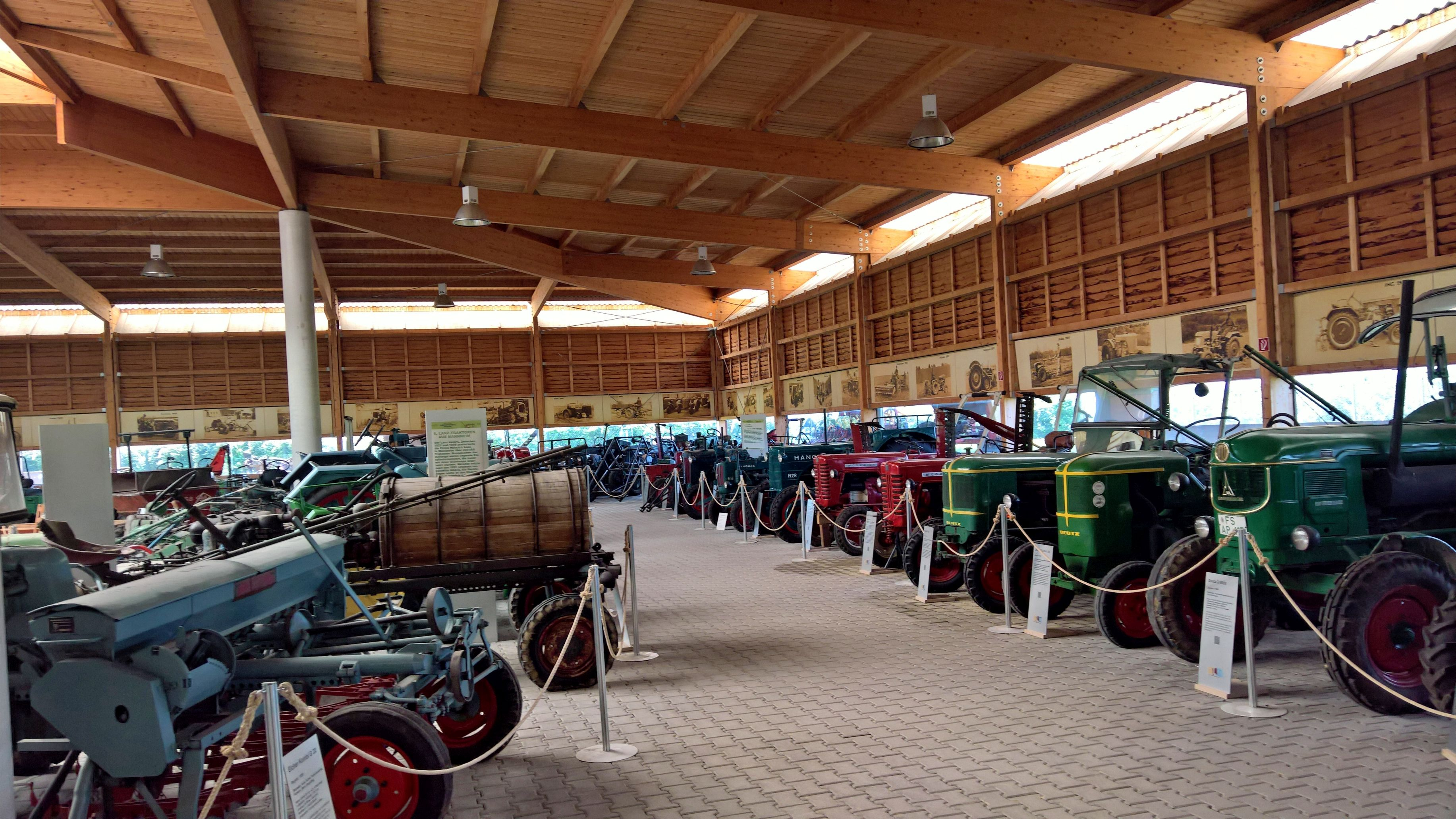
Die Traktorensammlung

Nahezu Kult-Status, vor allem bei Schlepperfreunden, genießen die Traktoren des DLM. Auf über 1.400 Quadratmetern sind mehr als 50 Traktoren und ebenso viele Einachsschlepper zu sehen. Einige der Fahrzeuge sind Unikate und haben Agrargeschichte geschrieben. Vertreten sind bekannte Marken wie Fendt, Hanomag, Lanz, Unimog oder Porsche genauso wie die Fabrikate kleinerer Hersteller. Vom eisenbereiften Fordson, über Holzvergasertraktoren aus den 1940er Jahren bis zum modernen 250 PS-starken Systemschlepper sind alle Epochen vorhanden.

### Erntetechnik
Zur Besonderheit des DLM gehört eine umfangreiche Sammlung an Maschinen zur Getreide- und Hackfruchternte. Im Sammlungsbestand befinden sich Raritäten wie ein gezogener Mähdrescher Claas MDB (Bj. 1937), ein Massey-Harris 745 (Bj. 1951) als frühes Beispiel eines selbstfahrenden Mähdreschers, ein seltener Claas Huckepack, der Schatzgräber Kartoffelvollernter von H. Sack und ein Stoll V300SF Selbstfahrer.

## Gebäude

### Cheret-Pavillon

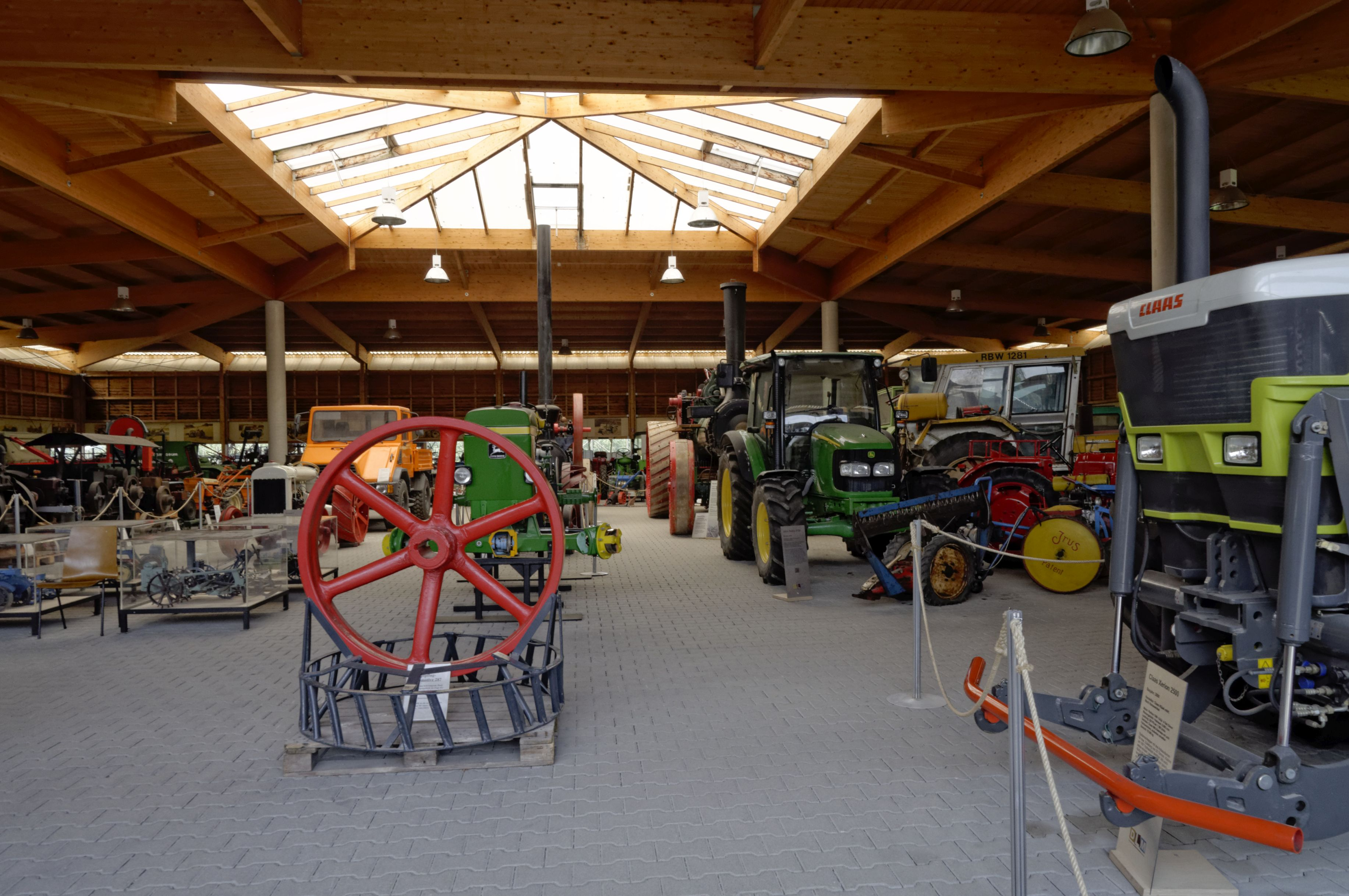
Innenansicht des Pavilions

1994 konnte das DLM mit dem Holzpavillon des Stuttgarter Architekten Prof. Peter Cheret seine Ausstellungsfläche erstmals erweitern. Das in Mastenbauweise gefertigte Holzgebäude diente bei der Internationalen Gartenschau 1993 im Stuttgarter Rosensteinpark der Landesregierung als Repräsentationsbau. Das rund 1.300 Quadratmeter große Bauwerk wurde noch im gleichen Jahr zerlegt, um leicht verändert in der Filderhauptstraße ein zweites Mal aufgebaut zu werden. Für die Architektur aus industriell vorgefertigten Teilen erhielt Prof. Cheret 1994 den Holzbaupreis Baden-Württemberg.

### Helmut-Claas-Halle
Der technische Fortschritt bei der Getreide- und Halmfutterernte ist Thema der Erntehalle des DLM. Angefangen von dem ersten Getreidemäher des Amerikaners McCormick lässt sich auf 1.000 Quadratmetern die Entwicklung bis zum selbstfahrenden Mähdrescher verfolgen. Mit maßgeblicher Unterstützung des Unternehmers Helmut Claas konnte die Erntehalle 2004 realisiert werden. Die Ernte- wie auch die Traktorenhalle wurden von dem Stuttgarter Architekten Prof. Friedrich Wagner gestaltet. Mit der Vorgabe einer ökonomischen wie repräsentativen Museumsarchitektur, bestehen die Hallen vorwiegend aus den Materialien Brettschichtholz, Glas und transparente Kunststoffe. In Erinnerung an den großen Förderer des DLM und der Hohenheimer Agrartechnik, Helmut Claas, wurde die Halle 2017 nach dem bekannten Unternehmer benannt.